# 4420 Alandreev
4420 Alandreev è un asteroide della fascia principale. Scoperto nel 1936, presenta un'orbita caratterizzata da un semiasse maggiore pari a 2,6769624 UA e da un'eccentricità di 0,3153229, inclinata di 6,89516° rispetto all'eclittica.